# Monotremes
Els monotremes (Monotremata) són un ordre de mamífers prototeris. Es distingeixen de tots els altres mamífers pel fet que ponen ous en lloc de donar a llum cries vives com ho fan els marsupials i els mamífers placentaris. Els únics representants vivents d'aquest grup són l'ornitorrinc i les diverses espècies d'equidnes. S'alimenten de petits invertebrats, com ara formigues, tèrmits i cucs, així com de carn, en el cas de l'ornitorrinc.

## Característiques generals
Com altres mamífers, els monotremes són de sang calenta, amb un alt ritme metabòlic (tot i que no tan alt com el d'altres mamífers); tenen pèl que els cobreix el cos; produeixen llet per nodrir les seves cries; tenen un únic os a la mandíbula inferior; i tenen tres ossos a l'orella mitjana (tot i que es pensa que aquesta característica evolucionà independentment en els monotremes).
Els monotremes no foren ben entesos durant molts anys. Al principi hi hagué molt d'escepticisme sobre el fet que ponen ous i avui en dia encara perduren alguns dels mites que van créixer al seu voltant durant el segle xix. Encara es pensa, a vegades, que els monotremes són «inferiors» o semireptilians i que són uns avantpassats llunyans dels «superiors» mamífers placentaris. Ara sembla bastant clar que els monotremes actuals són els supervivents d'una branca primitiva de l'arbre de l'evolució dels mamífers; una branca més tardana porta als grups dels marsupials i els placentaris.
De manera similar, a vegades es diu que els monotremes tenen sistemes de control de la temperatura interna menys desenvolupats que els d'altres mamífers, però una recerca més recent indica que els monotremes mantenen una temperatura corporal constant en una gran varietat de circumstàncies sense dificultat (per exemple, l'ornitorrinc viu a una freda riera de muntanya). Els primers investigadors van errar a causa de dos factors. Els monotremes mantenen una temperatura mitjana més baixa que molts dels placentaris (al voltant dels 32 °C, en contrast amb uns 35° pels marsupials, 38° per la majoria dels placentaris, o 41° pels ocells). D'altra banda, l'equidna de bec curt (que és molt més fàcil d'estudiar que l'evasiu ornitorrinc) només manté la temperatura normal quan està actiu; durant èpoques fredes, conserva energia «apagant» el seu sistema de regulació de temperatura.

## Morfologia
Els monotremes són els únics mamífers vivents dotats de costelles cervicals. Entre els caràcters reptilians que conserven els monotremes hi ha la cintura escapular, l'epicoracoides i el coracoides amplis i una interclavícula.
Els monotremes vivents no tenen dents quan són adults. Algunes formes fòssils i els ornitorrincs joves tenen dents molars tribosfèniques que són una de les marques dels mamífers. Tanmateix, recerques recents suggereixen que els monotremes van adquirir aquesta forma de molar independentment dels mamífers placentaris i marsupials. La mandíbula dels monotremes està construïda de manera diferent a la d'altres mamífers i el múscul que obre la mandíbula també és diferent. Com en tots els mamífers autèntics, els ossos minúsculs que condueixen el so a l'orella interna estan plenament incorporats al crani, en lloc d'estar a la mandíbula com en els cinodonts i altres sinàpsids premamífers; amb tot, aquesta característica és vista ara com un tret que ha evolucionat separadament en monotremes i teris.
Tanmateix, l'obertura externa de l'orella encara rau a la base de la mandíbula. Els monotremes també tenen ossos de més a l'articulació dels ossos, incloent-hi una interclavícula, que no es troben en altres mamífers. Els monotremes mantenen una postura reptiliana, amb potes que es troben al costat del cos en lloc de a sota. Les potes dels monotremes posseeixen una punxa a la regió del turmell; aquesta no té funció en els equidnes, però conté un poderós verí en l'ornitorrinc mascle.
Els mascles tenen els testicles molt grossos.

## Fisiologia
La taxa metabòlica dels monotremes és notablement baixa per als estàndards dels mamífers. L'ornitorinc té una temperatura corporal mitjana d'uns 31 graus centígrads en lloc de les mitjanes de 35 graus per als marsupials i 37 graus per a mamífers placentaris. La investigació suggereix que aquesta ha estat una adaptació gradual als nínxols ambientals durs i marginals en què les poques espècies de monotremes existents han aconseguit sobreviure, en lloc d'una característica general dels monotremes extints.
La diferència fisiològica clau entre els monotremes i altres animals és la que els dona nom. Monotrema vol dir ‘única obertura’ en grec i ve del fet que els seus sistemes urinari, excretor i reproductiu conflueixen en un sol forat, la cloaca. Aquesta estructura és molt similar a la que es troba en els rèptils. En contrast amb l'única cloaca dels monotremes, altres mamífers tenen obertures separades per la reproducció, micció i excreció: la vagina, la uretra i l'anus. Els monotremes no tenen perineu.
Els monotremes ponen ous (un en el cas dels equidnes i dos en el cas dels ornitorrincs). Tanmateix, l'ou roman durant un temps dins la mare, que proporciona nutrients activament a l'ou. Els monotremes també produeixen llet, però no estan dotats de mamelles definides. Tenen dues glàndules mamàries que vessen el seu contingut en depressions abdominals. Totes les espècies tenen una gran longevitat, amb poca activitat reproductiva i tenint cura durant un període relativament llarg de les cries pels pares.
La fisiologia dels monotremes és igualment única. La seva activitat metabòlica és relativament baixa per a la mitjana dels mamífers, tot i que és incert fins a quin punt això és una característica específica dels monotremes i fins a quin punt només és una característica de les poques espècies supervivents en condicions dures.

## Estil de vida

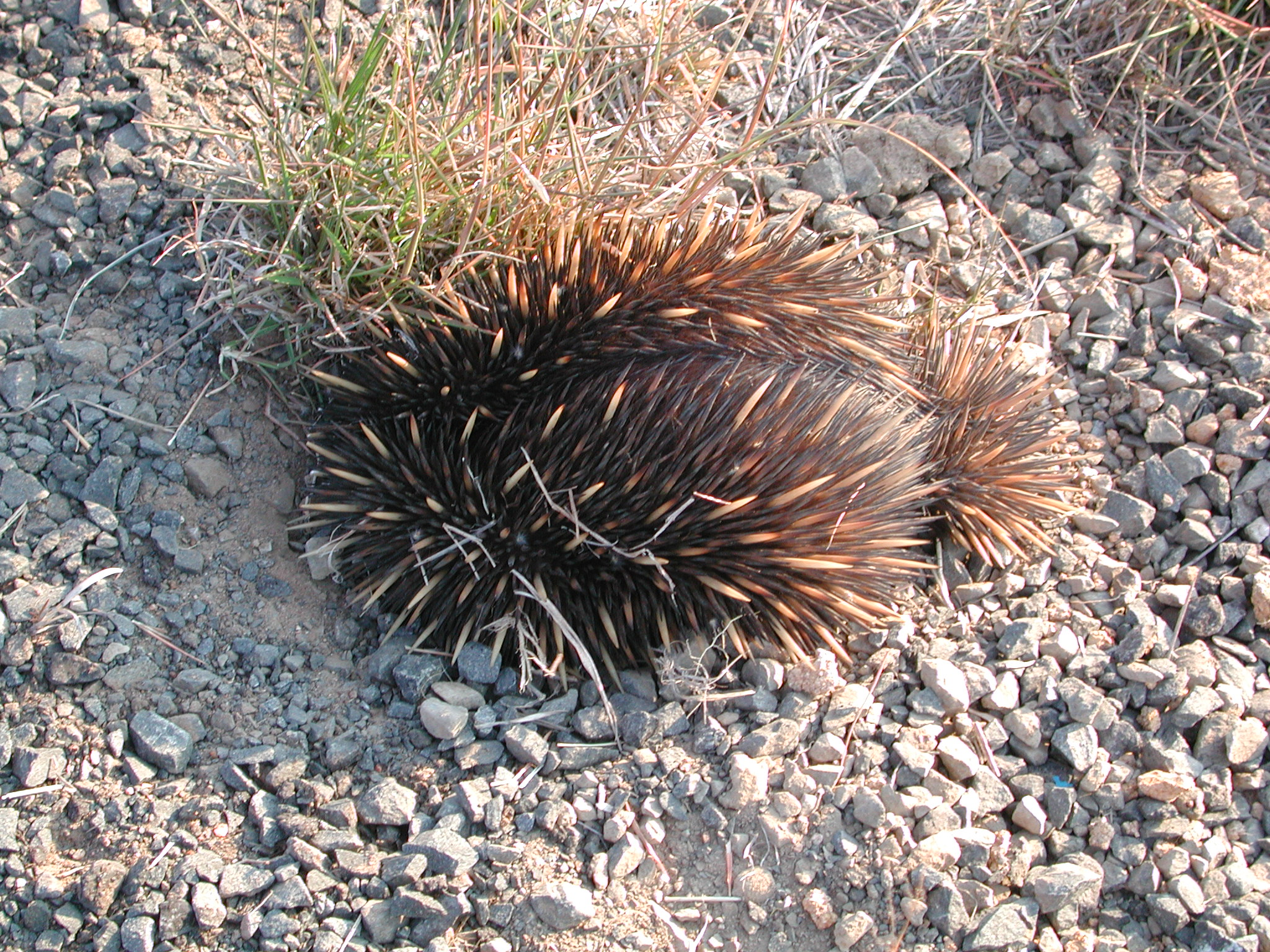
Els equidnes són animals terrestres que es poden enrotllar amb les pues cap enfora en cas d'amenaça.

Els ornitorrincs són animals aquàtics. El seu hàbitat són els sistemes d'aigua dolça corrent o estancada al sud i sud-est d'Austràlia. Les seves membranes interdigitals i la seva cua amb forma de rem són adaptacions a aquest hàbitat. Reposen en caus, habitualment a la riba dels cursos d'aigua. En canvi, els equidnes són animals terrestres. Tenen un estil de vida generalista i es poden trobar tant en deserts com en selves tropicals i regions muntanyoses a fins a 4.000 msnm. En general, els monotremes són animals crepusculars o nocturns. En els equidnes, el ritme d'activitat també depèn de les condicions climàtiques i la disponibilitat d'aliment. Tant els ornitorrincs com els equidnes passen a un estat de letargia quan fa molt de fred o hi ha escassetat d'aliment. Excepte en la temporada d'aparellament, són animals solitaris. Tendeixen a romandre sempre a la mateixa zona, tot i que no presenten un comportament territorial marcat.

## Evolució

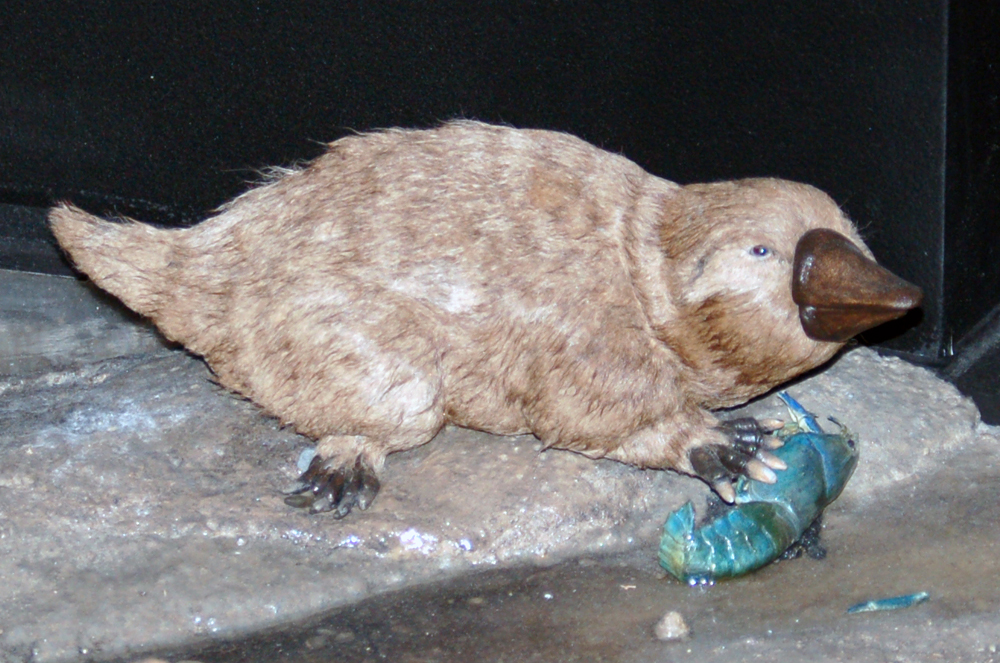
Recreació de Steropodon, un monotrema del Cretaci, al Museu Australià

Teinolophos trusleri, del Cretaci inferior d'Austràlia, és el monotrema més antic i menut conegut, amb un pes estimat d'uns 40 g. Presumiblement, ja havia desenvolupat el sentit de l'electrorecepció, que no es dona en cap altre grup de mamífers que no siguin els monotremes i li hauria pogut servir per trobar insectes en la foscor de l'hivern polar (en aquell temps, el continent australià es trobava dins del cercle polar antàrtic). Anàlisis recents suggereixen que no era un monotrema basal, sinó un ornitorrínquid autèntic i, per tant, que els llinatges de l'ornitorrinc i dels equidnes divergiren molt abans, i que els monotremes basals eren encara més antics. La divergència entre el llinatge evolutiu dels monotremes i el dels teris es produí fa uns 220 milions d'anys.
Monotrematum sudamericanum, del Con Sud, fa de frontissa entre un buit de 35 milions d'anys (entre el Cretaci superior i el Paleocè inferior) i un altre de 38 milions d'anys (entre el Paleocè inferior i l'Oligocè superior) en el registre fòssil dels monotremes.
La data de la divergència entre els ornitorrínquids i els taquiglòssids és molt incerta, amb estimacions que van des de 17 fins a 89 milions d'anys enrere.
Els monotremes anaren creixent a marxes forçades i a principis del Cretaci superior ja es comptaven entre els mamífers més grossos del Mesozoic, amb un pes de més de 4 kg.
Malgrat que, avui en dia, els monotremes estan restringits a Austràlia i Nova Guinea, en el passat tenien una distribució molt més àmplia. Els últims monotremes de Sud-amèrica desaparegueren en el Miocè. Fòssils d'un fragment de mandíbula de fa 110 milions d'anys foren trobats a Lightning Ridge, Nova Gal·les del Sud. Aquests fragments, de l'espècie Steropodon galmani són els fòssils coneguts més antics de monotremes. Fòssils dels gèneres Kollikodon, Teinolophos i Obdurodon també han estat descoberts. El 1991, es descobrí la dent fòssil d'un ornitorrinc de fa 61 milions d'anys al sud de l'Argentina.

## Aspectes culturals
La seva peculiaritat fa que els monotremes apareguin de tant en tant en la cultura popular. L'ornitorrinc ha estat una mascota en diverses ocasions: Syd the Platypus fou una de les tres mascotes elegides pels Jocs Olímpics de Sydney 2000, juntament amb l'equidna Millie i un cucaburra, Expo Oz the Platypus fou la mascota de l'Expo '88, que se celebrà el 1988 a Brisbane, i Hexley the Platypus és la mascota del sistema operatiu Darwin basat en BSD d'Apple Computer, Mac OS X. L'ornitorrinc també ha aparegut en cançons, com ara l'obra de Green Day Platypus (I Hate You) o la cançó Platypus de Mr. Bungle. És el protagonista d'un poema infantil de Banjo Paterson i també apareix sovint com a personatge en programes de televisió per nens, com ara la Família Ornitorrinc de Mister Rogers' Neighborhood, Perry the Platypus al programa Phineas and Ferb i Ovide, l'estrella del dibuix animat Ovide and the Gang.
Per altra banda, un equidna apareix al revers de la moneda de cinc cèntims de dòlar australià, mentre que Knuckles the Echidna és un personatge de la saga de videojocs Sonic the Hedgehog.